# Uti possidetis iuris
El uti possidetis iuris (locución procedente del latín que significa ‘como poseéis por derecho’) es un principio legal de acción. En el Derecho Privado significa la mantención del status quo del dominio que ejerce un propietario sobre un inmueble, cosa u objeto de su derecho; mientras que en el Derecho Internacional Público significa la mantención del status quo del dominio de los Estados sobre los territorios que les pertenecen en ese momento, o que le pertenecieron en el pasado inmediato al ocupante anterior del gobierno en un caso de independencia, con el fin de evitar enfrentamientos por la delimitación de nuevas fronteras.
Este principio proviene del derecho romano, que autorizaba a la parte beligerante reclamar el territorio que había adquirido tras una guerra. A partir de ello, el término ha sido utilizado históricamente para legitimar conquistas territoriales, por ejemplo, la anexión de la Alsacia-Lorena por parte del Imperio alemán en 1871. Este principio fue aplicado en el siglo XVIII entre España, Portugal y el Reino Unido al finalizar la guerra del Asiento (1739-1748).

## Aplicación contemporánea para la delimitación de fronteras
Tras los procesos de independencia surgidos desde el siglo XIX, el principio ha sido utilizado para establecer las fronteras de los nuevos estados, tal como en el caso de los países latinoamericanos los cuales mantuvieran los límites de los viejos territorios coloniales de los cuales emergieron. Asimismo, fue el principio rector del proceso de descolonización en África.
Simón Bolívar, al finalizar las Guerras de independencia hispanoamericana, fue el primero en proponer que los países hispanoamericanos emancipados conservasen las antiguas fronteras de las posesiones del Imperio español en América. Es decir, que los nuevos estados surgidos tendrían provisionalmente como límites los que le corresponderían en el año 1810 hasta la existencia de un tratado, alegando el año 1810 como el último de la monarquía española para la posesión legítima de sus dominios americanos. Este principio ha sido alegado por diversos países hispanoamericanos. De esta forma los nuevos estados heredan lo que España efectivamente poseía, con o sin título de derechos, no lo que España tuviese derecho por el descubrimiento, como se aceptaba hasta finales del siglo XIX. 
El principio fue confirmado por la Corte Internacional de Justicia en la sentencia de 1986 entre Burkina Faso y Malí: 

[Uti possidetis] es un principio general, que está lógicamente relacionado con el fenómeno de la obtención de la independencia, dondequiera que ocurra. Su objetivo evidente es el de evitar que la independencia y la estabilidad de los nuevos estados esté en peligro por luchas fratricidas provocadas por el cambio de fronteras tras la retirada de la potencia administradora.